# سوکابومی
سوکابومی (اندونزیایی: Sukabumi) شهری در استان جاوه غربی کشور اندونزی است. جمعیت این شهر بر اساس سرشماری سال ۱۹۹۰ میلادی، ۷۱٫۸۷۱ نفر و بر اساس سرشماری سال ۲۰۰۰ میلادی، ۲۴۶٫۸۴۷ بوده که در سال ۲۰۰۷ میلادی به ۲۸۸٫۷۸۱ نفر افزایش یافته‌است.